# Hiacíntides
Les Hiacíntides (en grec antic Ύακινθίδες) van ser, segons la mitologia grega, unes princeses atenenques filles d'Erecteu i de Praxítea. Es deien Protogènia i Pandora.
Quan l'exèrcit dels eleusins dirigit per Eumolp, s'apropava a Atenes, no hi havia, semblava, salvació possible. Les dues germanes es van oferir com a víctimes expiatòries per salvar la ciutat. Se les anomenava Hiacíntides perquè el sacrifici s'havia celebrat dalt d'un un turó que es deia Hiacint.
Apol·lodor transmet una altra versió: durant la guerra que Minos va lliurar contra l'Àtica, el país va ser devastat per la pesta i la fam. Els atenesos van consultar un antic oracle que els va exigir el sacrifici de les filles de Hiacint, un lacedemoni establert a Atenes, Anteida, Egleida, Litea i Ortea. Les Hiacíntides van ser sacrificades però no s'aconseguí cap resultat. Consultat altra vegada l'oracle, els va dir que donessin a Minos la indemnització que demanés. Van enviar una ambaixada a Minos i aquest els va ordenar que li enviessin cada nou anys set nois i set noies com a aliment pel Minotaure.